# 佐伯真一
佐伯 眞一（さえき しんいち、1953年5月4日 - ）は、日本の国文学者。
青山学院大学文学部日本文学科名誉教授。専攻は中世文学（軍記物語など）。
千葉県出身。1997年、『平家物語遡源』で文学博士（東京大学）。
サエキけんぞうは弟。評論家の篠原章はいとこ。

## 学歴
- 麻布高等学校[3]卒業

- 1976年　同志社大学文学部文化学科国文学専攻卒業[3]

- 1977年　早稲田大学大学院文学研究科日本文学専攻博士前期課程中退[3]

- 1977年　東京大学大学院人文科学研究科国語国文学専攻修士課程入学[3]

- 1979年　同修士課程修了[3]

- 1982年　東京大学大学院文学研究科博士課程単位取得退学[3]。

## 職歴
- 1982年　帝塚山学院大学文学部日本文学科専任講師[3]

- 1985年　同助教授[3]

- 1990年　国文学研究資料館整理閲覧部参考室助教授[3]

- 1995年　青山学院大学文学部日本文学科助教授[3]

- 1999年　同教授[3]

- 2022年　定年退職[3]

## 受賞
- 1986年 第12回財団法人日本古典文学会賞(共同)『四部合戦状本平家物語評釈(三)～(五)』(財団法人・日本古典文学会)
- 2005年 第3回角川財団学芸賞『戦場の精神史―武士道という幻影―』(角川財団)[4]

## 著書

### 単著
- 『平家物語遡源』若草書房（中世文学研究叢書）1996
- 『戦場の精神史 武士道という幻影』日本放送出版協会（NHKブックス）2004
- 『平家物語』「物語の舞台を歩く」山川出版社 2005
- 『建礼門院という悲劇』角川選書 2009
- 『「武国」日本 自国意識とその罠』平凡社新書 2018.10
- 『軍記物語と合戦の心性』文学通信 2021.4
- 『熊谷直実　浄土にも剛の者とや沙汰すらん』ミネルヴァ書房「ミネルヴァ日本評伝選」 2023.12
- 『平家物語の合戦　戦争はどう文学になるのか』吉川弘文館「歴史文化ライブラリー」 2025

### 編纂・校註
- 『平家物語・太平記』小秋元段共編 若草書房（日本文学研究論文集成）1999
- 『校本保暦間記』高木浩明共編 和泉書院（重要古典籍叢刊）1999
- 『平家物語 下』三弥井書店（三弥井古典文庫）2000
- 『四部合戦状本平家物語全釈』巻3-9 早川厚一、生形貴重共編 名古屋学院大学、私家版、のち和泉書院 2000-2006
- 『平家物語大事典』大津雄一,日下力,櫻井陽子共編 東京書籍 2010
- 『中世の軍記物語と歴史叙述』竹林舎（中世文学と隣接諸学4）2011
- 『四部合戦状本平家物語全釈』巻6-巻12 共著 和泉書院 2000-2022
- 『日本と〈異国〉の合戦と文学 日本人にとって〈異国〉とは、合戦とは何か』青山学院大学文学部日本文学科編, 目黒将史,德竹由明, 松本真輔, 金時徳共著. 笠間書院, 2012.10
- 『人生をひもとく日本の古典』全6巻 久保田淳,鈴木健一,高田祐彦,鉄野昌弘,山中玲子共編著. 岩波書店, 2013.
- 『予章記』(伝承文学注釈叢書 ; 1) 山内譲 共校注. 三弥井書店, 2016.10